# Talapa Tibor
Talapa Tibor (1959. június 9. –) magyar bajnok labdarúgó, hátvéd.

## Pályafutása
1985 és 1987 között az MTK-VM labdarúgója volt. Tagja volt az 1986–87-es bajnokcsapatnak. 1987 és 1991 között a Váci Izzó MTE, 1991–92-ben a Haladás csapatában szerepelt.

## Sikerei, díjai
- Magyar bajnokság
  - bajnok: 1986–87